# マース・ワール運河
マース・ワール運河（マース・ワールうんが、オランダ語：Maas-Waalkanaal）は、オランダのマース川とワール川を接続するために開削された運河で、ヘルダーラント州のナイメーヘン近郊にある運河のことである。

## 概要
ライン川の分流であるワール川とマース川を接続することで、ライン川上流のドイツ各地と、マース川上流のベルギーやフランス北東部との航路を確保することを主な狙いとして、1920年から開削工事が始まり、1927年10月27日に供用された。
より大型の船舶の航行に対応するため、2007年から2008年に掛けて、運河に架かる5箇所（うち2箇所はウールト複合閘門前後）の橋について、嵩上げ工事が実施された。（閘門部分の橋は+2.5m、その他の3箇所の橋では+0.25～+0.35mの嵩上げ）

## 構造・仕様
- 全長 13.3 km
- 深さ 4.9m（最低保証水深）
- 幅 84m～145m

## 施設等
- ウールト複合閘門（Sluizencomplex Weurt）：ワール川と運河の間の水位調整するための閘門施設